# Aurora Pro Patria 1919 2018-2019
Questa voce raccoglie le informazioni riguardanti l'Aurora Pro Patria 1919 nelle competizioni ufficiali della stagione 2018-2019.

## Stagione
Nella stagione 2018-2019 la Pro Patria ritorna a calcare i campi professionistici dopo due stagioni trascorse in Serie D, ed aver vinto con 79 punti il girone B della stagione scorsa. Allenata da Ivan Javorcic disputa il girone A del campionato di Serie C, nel quale ha raccolto 57 punti, con il diritto a disputare i Play-off. Nei quali cade subito nel primo turno perdendo (2-0) a Carrara. In campionato i tigrotti ottengono 27 punti nel girone di andata e 30 nel girone di ritorno. Il miglior marcatore bustocco è stato il comasco Giuseppe Le Noci, che ha firmato 12 reti in campionato. Nella Coppa Italia di Serie C la Pro Patria non riesce a superare lo scoglio del girone B di qualificazione, che ha promosso il Gozzano, grazie al maggior numero di reti segnate in trasferta nel doppio confronto.

## Divise e sponsor
Lo sponsor tecnico per la stagione 2018-2019 è Givova, mentre lo sponsor ufficiale è Hupac.
| Casa | Trasferta | Terza | Portiere |

## Organigramma societario
Area direttiva
- Presidente: Patrizia Testa

Area tecnica
- Allenatore: Ivan Javorčić
- Collaboratore preparatore atletico: Stefano Bacciocchi
- Preparatore atletico: Diego Scirea
- Preparatore dei portieri: Augusto Rasori

Area sanitaria
- Responsabile: Gianluca Castiglioni
- Medici sociali: Massimo Besnati
- Massaggiatori: Luca Bettinelli

## Rosa
Rosa tratta dal sito ufficiale della Pro Patria
| N. |                      | Ruolo | Calciatore                |
| -- | -------------------- | ----- | ------------------------- |
| 1  | Italia (bandiera)    | P     | Paolo Tornaghi            |
| 2  | Italia (bandiera)    | D     | Alessio Francesco Marcone |
| 3  | Italia (bandiera)    | D     | Leonardo Galli            |
| 4  | Senegal (bandiera)   | D     | Ansoumana Sané            |
| 5  | Croazia (bandiera)   | D     | Ivo Molnar                |
| 6  | Italia (bandiera)    | D     | Matteo Battistini         |
| 8  | Italia (bandiera)    | C     | Donato Disabato           |
| 9  | Italia (bandiera)    | A     | Niccolò Gucci             |
| 10 | Italia (bandiera)    | A     | Giuseppe Le Noci          |
| 11 | Argentina (bandiera) | A     | Mario Santana             |
| 12 | Italia (bandiera)    | P     | Giulio Mangano            |
| 13 | Italia (bandiera)    | C     | Francesco Gazo            |

| N. |                   | Ruolo | Calciatore             |
| -- | ----------------- | ----- | ---------------------- |
| 14 | Italia (bandiera) | C     | Luca Bertoni           |
| 15 | Italia (bandiera) | D     | Andrea Boffelli        |
| 16 | Italia (bandiera) | C     | Giovanni Fietta        |
| 17 | Italia (bandiera) | A     | Ferdinando Mastroianni |
| 18 | Italia (bandiera) | D     | Manuel Lombardoni      |
| 19 | Italia (bandiera) | D     | Giovanni Zaro          |
| 20 | Italia (bandiera) | D     | Christian Mora         |
| 21 | Italia (bandiera) | D     | Riccardo Colombo       |
| 22 | Italia (bandiera) | P     | Matteo Angelina        |
| 23 | Italia (bandiera) | C     | Filippo Ghioldi        |
| 24 | Italia (bandiera) | C     | Alex Pedone            |
| 25 | Italia (bandiera) | D     | Nicolò Cottarelli      |

## Risultati

### Serie C - girone A

#### Girone di andata
| Arbitro: | Pirrotta (Barcellona Pozzo di Gotto) |

|                           |           |              |
| Mastroianni 46’ Gucci 81’ | Marcatori | 83’ Luperini |

| Arbitro: | Garofalo (Torre del Greco) |

|                              |           |                |
| Ceter 62’ Ragatzu 76’ (rig.) | Marcatori | 11’ Battistini |

| Arbitro: | Zufferli (Udine) |

|           |           |              |
| Gucci 69’ | Marcatori | 40’ M. Russo |

| Arbitro: | Carella (Bari) |

|                                  |           |             |
| Tavano 49’ Caccavallo 84’ (rig.) | Marcatori | 16’ Le Noci |

| Arbitro: | N. Marini (Trieste) |

|                       |           |  |
| Touré 48’ Pereira 81’ | Marcatori |  |

| Arbitro: | Angelucci (Foligno) |

|  |           |             |
|  | Marcatori | 21’ Germano |

| Arbitro: | Pashuku (Albano Laziale) |

|  |           |                 |
|  | Marcatori | 84’ Mastroianni |

| Arbitro: | Monaldi (Macerata) |

|              |           |                                               |
| Disabato 80’ | Marcatori | 31’ Della Latta 49’, 69’ Pesenti 90+5’ Fedato |

| Arbitro: | Gualtieri (Asti) |

|          |           |             |
| Raja 55’ | Marcatori | 14’ Santana |

| Arbitro: | Marotta (Sapri) |

|           |           |  |
| Gucci 70’ | Marcatori |  |

| Arbitro: | Ricci (Firenze) |

|                    |           |  |
| Le Noci 74’ (rig.) | Marcatori |  |

| 18 novembre 2018 12ª giornata | Pro Piacenza | – Gara annullata per l'esclusione del Pro Piacenza dal torneo. | Pro Patria |  |

| Arbitro: | Repace (Perugia) |

|                          |           |                 |
| Zaro 25’ Mastroianni 70’ | Marcatori | 19’, 48’ De Feo |

| Arbitro: | Maranesi (Ciampino) |

|               |           |                      |
| Brunori 45+2’ | Marcatori | 58’ (aut.) Pelagotti |

| Arbitro: | Fontani (Siena) |

|                 |           |           |
| Mastroianni 49’ | Marcatori | 57’ Gigli |

| Arbitro: | Garofalo (Torre del Greco) |

|  |           |           |
|  | Marcatori | 47’ Gucci |

| Busto Arsizio 16 dicembre 2018 17ª giornata | Pro Patria              | 0 – 0 | Alessandria | Stadio Carlo Speroni\| Arbitro: \| Cosso (Reggio Calabria) \| |
| Arbitro:                                    | Cosso (Reggio Calabria) |       |             |                                                               |

| Arbitro: | Cascone (Nocera Inferiore) |

|  |           |                         |
|  | Marcatori | 29’ Santana 48’ C. Mora |

| Arbitro: | Acanfora (Castellammare di Stabia) |

|                       |           |  |
| Gucci 27’ Le Noci 62’ | Marcatori |  |

#### Girone di ritorno
| Arbitro: | Lorenzin (Castelfranco Veneto) |

|                                |           |             |
| Fanucchi 2’, 59’ Cellini 90+3’ | Marcatori | 51’ Le Noci |

| Arbitro: | Moriconi (Roma) |

|                            |           |                   |
| Le Noci 11’ Gucci 68’, 89’ | Marcatori | 26’, 35’ Ogunseye |

| Arbitro: | Pasciuta (Ravenna) |

|              |           |  |
| M. Russo 75’ | Marcatori |  |

| Arbitro: | Santoro (Messina) |

|                                   |           |            |
| Le Noci 25’, 44’ (rig.) Gucci 85’ | Marcatori | 64’ Tavano |

| Arbitro: | Arace (Lugo di Romagna) |

|                                 |           |           |
| Le Noci 19’ (rig.) Boffelli 63’ | Marcatori | 6’ Mokulu |

| Vercelli 10 febbraio 2019 25ª giornata | Pro Vercelli         | 0 – 0 | Pro Patria | Stadio Silvio Piola\| Arbitro: \| Meraviglia (Pistoia) \| |
| Arbitro:                               | Meraviglia (Pistoia) |       |            |                                                           |

| Arbitro: | Ricci (Firenze) |

|            |           |  |
| Le Noci 7’ | Marcatori |  |

| Arbitro: | Amabile (Vicenza) |

|                 |           |  |
| Della Latta 21’ | Marcatori |  |

| Arbitro: | Giordano (Novara) |

|                               |           |  |
| R. Colombo 4’ Mastroianni 79’ | Marcatori |  |

| Arbitro: | Donda (Cormons) |

|              |           |  |
| Pinzauti 61’ | Marcatori |  |

| Arbitro: | N. Marini (Trieste) |

|              |           |  |
| Nuvoli 90+2’ | Marcatori |  |

| 16 marzo 2019 31ª giornata | Pro Patria | 3 – 0 Partita assegnata (3-0) per il ritiro del Pro Piacenza dal torneo. | Pro Piacenza |  |

| Arbitro: | Luciani (Roma) |

|                                  |           |             |
| Bortolussi 10’ Zanini 82’, 90+4’ | Marcatori | 62’ Le Noci |

| Arbitro: | De Santis (Lecce) |

|                 |           |            |
| Mastroianni 71’ | Marcatori | 21’ Foglia |

| Arbitro: | Fiero (Pistoia) |

|  |           |                            |
|  | Marcatori | 15’ R. Colombo 73’ Le Noci |

| Arbitro: | D. Miele (Torino) |

|                             |           |  |
| Zaro 16’ Le Noci 66’ (rig.) | Marcatori |  |

| Arbitro: | Feliciani (Teramo) |

|                   |           |                     |
| Santini 7’ (rig.) | Marcatori | 4’ Fietta 51’ Gucci |

| Arbitro: | Garofalo (Torre del Greco) |

|             |           |                            |
| Bertoni 40’ | Marcatori | 42’ Masucci 69’ Birindelli |

| Cuneo 4 maggio 2019 38ª giornata | Cuneo              | 0 – 0 | Pro Patria | Stadio Fratelli Paschiero\| Arbitro: \| Zingarelli (Siena) \| |
| Arbitro:                         | Zingarelli (Siena) |       |            |                                                               |

### Play-off
| Arbitro: | Zufferli (Udine) |

|                           |           |  |
| Tavano 58’ K. Piscopo 74’ | Marcatori |  |

### Coppa Italia Serie C

#### Girone B
| Arbitro: | Repace (Perugia) |

|                                    |           |                               |
| Santana 29’ (rig.) Mastroianni 81’ | Marcatori | 6’ (rig.) Rolfini 36’ Messias |

| Arbitro: | Collu (Cagliari) |

|             |           |             |
| Rolfini 65’ | Marcatori | 58’ C. Mora |